# Mahamat Idriss Déby Itno

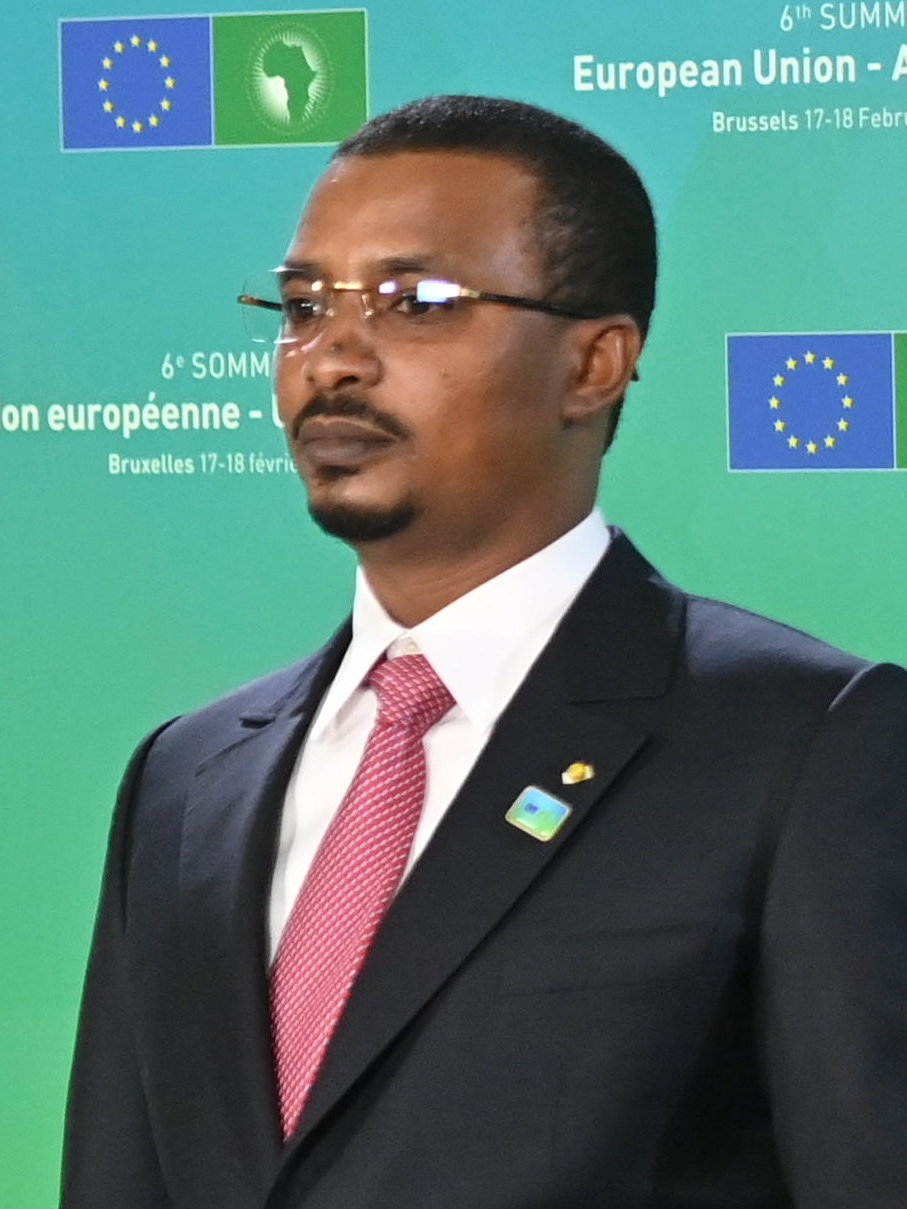
Mahamat Idriss Déby Itno (2022)

Mahamat Idriss Déby Itno (arabisch محمد بن إدريس ديبي إتنو, * 1. Januar 1984, nach anderer Quelle am 4. April 1984 in N’Djamena, Spitzname Mahamat Kaka) ist ein tschadischer Militär und Politiker. Er ist der Adoptivsohn des ehemaligen Staatspräsidenten Idriss Déby. Nach dessen Tod wurde er am 20. April 2021 zum Präsidenten des militärischen Übergangsrates des Tschad ernannt und ist somit De-facto-Präsident seines Landes. 2024 wurde er offiziell zum Präsidenten seines Landes gewählt.

## Biografie
Seine erste Kampferfahrung sammelte Mahamat Idriss Déby Itno im April 2006, als Rebellen die Hauptstadt des Tschad angriffen. Später nahm er zusammen mit General Abu Bakr al Said, dem damaligen Polizeidirektor, an Kämpfen im Osten des Tschad teil. Mahamat wurde anschließend zum Major befördert. Im Mai 2009 wurde er zum Brigadegeneral ernannt und übernahm das Kommando über die tschadischen Streitkräfte während der Schlacht von Am Dam gegen Timan Erdimi, einen Neffen seines Vaters. Er absolvierte eine militärische Ausbildung im Tschad und in Frankreich.
Nach seinem Sieg wurde er zum Kommandeur der Panzerstaffeln und der Leibwache der SERS ernannt. Im Januar 2013 wurde er zum stellvertretenden Kommandeur der tschadischen Spezialeinheiten in Mali unter General Oumar Bikimo ernannt. Am 22. Februar führte er seine Truppen gegen Rebellen im Adrar des Ifoghas-Gebirge im Norden Malis, was zur Schlacht von Ifoghas führte. Sie zerstörten einen Rebellenstützpunkt, der als „bedeutend“ galt, und fügten den Rebellen schwere Verluste zu. Dabei verloren sie auch 26 Mann, darunter Abdel Aziz Hassane Adam, einen Kommandeur der Spezialeinheiten. Mahamat übernahm das Kommando über die FATIM und leitet seitdem Operationen gegen Rebellen im Norden. 2014 arbeitete er während der Operation Serval an der Seite des französischen Militärs.
2014 wurde er zum Direktor der Generaldirektion der Sicherheitsdienste staatlicher Institutionen (DGSSIE) ernannt, einer Organisation der Präsidentengarde und Spezialeinheiten, die die ehemalige Republikanische Garde des Tschad ablöste und direkt dem Staatsoberhaupt untersteht. Mahamat Idriss Déby Itno trug zuletzt den Rang eines Viersternegenerals und Kommandeurs der Präsidentengarde, stand jedoch bei offiziellen Anlässen nicht in erster Reihe. 
Bei seinem Amtsantritt wurde bekanntgegeben, dass ein aus 15 Generälen bestehender Militärrat unter Vorsitz von Mahamat Idriss Déby Itno die Integrität und Stabilität des Landes gewährleisten solle, bis nach 18 Monaten neue Wahlen stattfänden. Im Oktober 2022 wurde seine Interimspräsidentschaft ohne abgehaltene Wahlen um 24 Monate verlängert. Bei den Präsidentschaftswahlen am 6. Mai 2024 erhielt er 61 Prozent der Stimmen, damit trat er offiziell die Nachfolge seines Vaters an. Die Wahl ist umstritten, Oppositionelle wurden von der Wahl ausgeschlossen.